# Modelo Gordon-Shapiro
El modelo de Gordon-Shapiro, 
también conocido como el modelo de dividendos crecientes a tasas constantes, es una variación del modelo de análisis de flujos de caja descontados, usado para evaluar acciones o empresas. Este modelo presupone un crecimiento de los dividendos a una tasa constante (g), siendo por eso un modelo aconsejado para empresas con crecimiento bajo y constante a lo largo del tiempo. Este fue publicado por primera vez en 1956 por los economistas Myron J. Gordon y Eli Shapiro, de ahí el nombre del modelo.

## El modelo
Para determinar el valor de la acción se considera el valor actual de los dividendos futuros más el valor actual del valor futuro de venta, tomando la tasa de ganancia requerida de los accionistas (k) como tasa de descuento.
La fórmula utilizada en el modelo Gordon-Shapiro es la siguiente:
{\displaystyle P_{0}={\frac {D_{1}}{k-g}}}.
Donde:
- •	Po: Valor teórico de la acción.
- •	D: Dividendo anticipado del primer periodo.
- •	k: Tasa de descuento del mercado.
- •	g: Tasa de crecimiento de los dividendos.

Este modelo calcula el precio de la acción como el valor actual de una renta perpetua con crecimiento constante.

## Propiedades del modelo
- a)	Cuando la tasa de crecimiento de los dividendos (g) es 0 el modelo queda de la siguiente forma:

{\displaystyle P_{0}={\frac {D_{1}}{k}}}.
Por lo que si despejamos tasa de descuento de mercado (k), esta sería igual al dividendo dividido por el precio.
- b)	La empresa crece a un ritmo (g) durante infinito años.
- c)	La empresa no se endeuda para financiar el crecimiento.
- d)	La tasa de  crecimiento de los dividendos (g) siempre es menor a la tasa de descuento del mercado (k).

## Problemas con el modelo
- a)	El modelo requiere una tasa de crecimiento de los dividendos (g), y esta tiene que ser menor  a la tasa de descuento del mercado (k) y mayor a (0).
- b)	Si la tasa de crecimiento de los dividendos (g) es muy cercana a la tasa de descuento del mercado (k) el modelo será muy volátil y el precio será muy alto.
- c)	Debido a su simplicidad, este modelo no considera variables importantes que afectan al valor futuro de la corriente de dividendos.